# Колтовской, Иван Александрович
Иван Александрович Колтовской (Колтовский; 1630/1631) — русский военный и государственный деятель, дворянин московский и городовой воевода. Представитель дворянского рода Колтовских. Сын дворянина Александра Константиновича Колтовского и троюродный племянник Анны Алексеевны Колтовской, четвертой жены царя Ивана Грозного.

## Служба
В боярском списке 1602—1603 годов Иван Александрович Колтовский числился выборным дворянином от Каширы. Во время «Смуты» И. А. Колтовский получил чин дворянина московского. В 1608 году по приказу царя Василия Шуйского вместе с князем Владимиром Тимофеевичем Долгоруковым сопровождал царицу Марину Мнишек до русско-польской границы.
В 1611 году Иван Александрович Колтовский участвовал в Первом народном ополчении, организованном для борьбы с польско-литовскими интервентами. Вместе с князем Дмитрием Михайловичем Пожарским и Иваном Матвеевичем Бутурлиным пробрался в Москву, где сыграл видную роль в подготовке и руководстве народного восстания против польского гарнизона, укрепившегося в Кремле. Во время мартовского восстания Иван Александрович Колтовский со своим отрядом действовал за Москвой-рекой. Незадолго до прибытия Михаила Фёдоровича Романова в Москву возглавил вместе с дьяком Матвеем Сомовым специальный Казачий приказ.
После воцарения Михаила Фёдоровича Романова Иван Колтовский участвовал в военных операциях против польско-литовских интервентов в 1616—1618 годах. По-видимому, считался искусным воеводой, так как во время местнических спорах в военное время его стремились сохранить, предпочитая удалять вместо него более родовитых, но менее способных, чем он, воевод.
В 1617 году — воевода в Вязьме, в 1618 году находился на воеводстве в Калуге, в 1619 году — воевода в Нижнем Новгороде.
В 1625—1626 годах — второй судья Патриаршего судного приказа.
В 1618 году Иван Александрович Колтовский был назначен вторым воеводой и заместителем боярина Дмитрия Михайловича Пожарского в Калуге. Дворянин Иван Колтовский попытался местничать с Дмитрием Пожарским, он «ударил челом» о том, что ему «невместно» служить с князем. «И за то, — сообщает Разрядная книга, — [И. А. Колтовской] посажен в тюрьму, и послан ко князю Дмитрию».